# Trichophysetis umbrifusalis
Trichophysetis umbrifusalis là một loài bướm đêm trong họ Crambidae.